# Второй в команде
«Второй в команде» (англ. Second in Command) — американо-румынский боевик 2006 года. Главную роль исполнил Жан-Клод Ван Дамм.

## Сюжет
Когда в Молдове (по версии авторов фильма) разразился политический кризис, возникла угроза свержения президента Юрия Амирова. Экс-президент Кириллов и главарь коммунистических повстанцев Товаров организовали массовые беспорядки, переросшие в вооруженное восстание. Президент укрылся на территории американского посольства и мятежники начали осаду. Правой рукой посла Джорджа Норленда стал офицер-спецназовец Сэм Кинен, присланный в страну для укрепления обороны посольства и назначенный военным атташе.
После гибели Норленда командование на себя должен принять Сэм. Человек, который всегда считался «вторым в команде», оказался на первой позиции. На его стороне — несколько десятков морских пехотинцев, против него — несколько тысяч разъярённых вооружённых мятежников.

## В ролях
- Жан-Клод Ван Дамм — Сэмюэль Кинен
- Джули Кокс — Мишель Уайтман
- Алан МакКена — Джон Болдуин
- Уильям Тэпли — Фрэнк Гейнс
- Разаак Адоти — «Ганни»
- Уоррен Дероса — Майк
- Йен Вирго — Уилл Батлер
- Сербан Целеа — президент Юрий Амиров
- Эуген Кристя — генерал Боргов
- Валентин Попеску — Владимир Норков
- Отто Юлиус Петер — генерал Иллиенев
- Велибор Топич — Антон Товаров
- Костел Лупи — экс-президент Алексей Кириллов
- Влад Иванов — Джон Лидон
- Элизабет Барондес — Дженнифер Леннард
- Колин Стинтон — посол США Джордж Норленд
- Моника Бырлэдяну — доктор Джонсон
- Гаррик Хэгон — госсекретарь США Ричард Хэммонд